# Schandpaal (Middelburg)

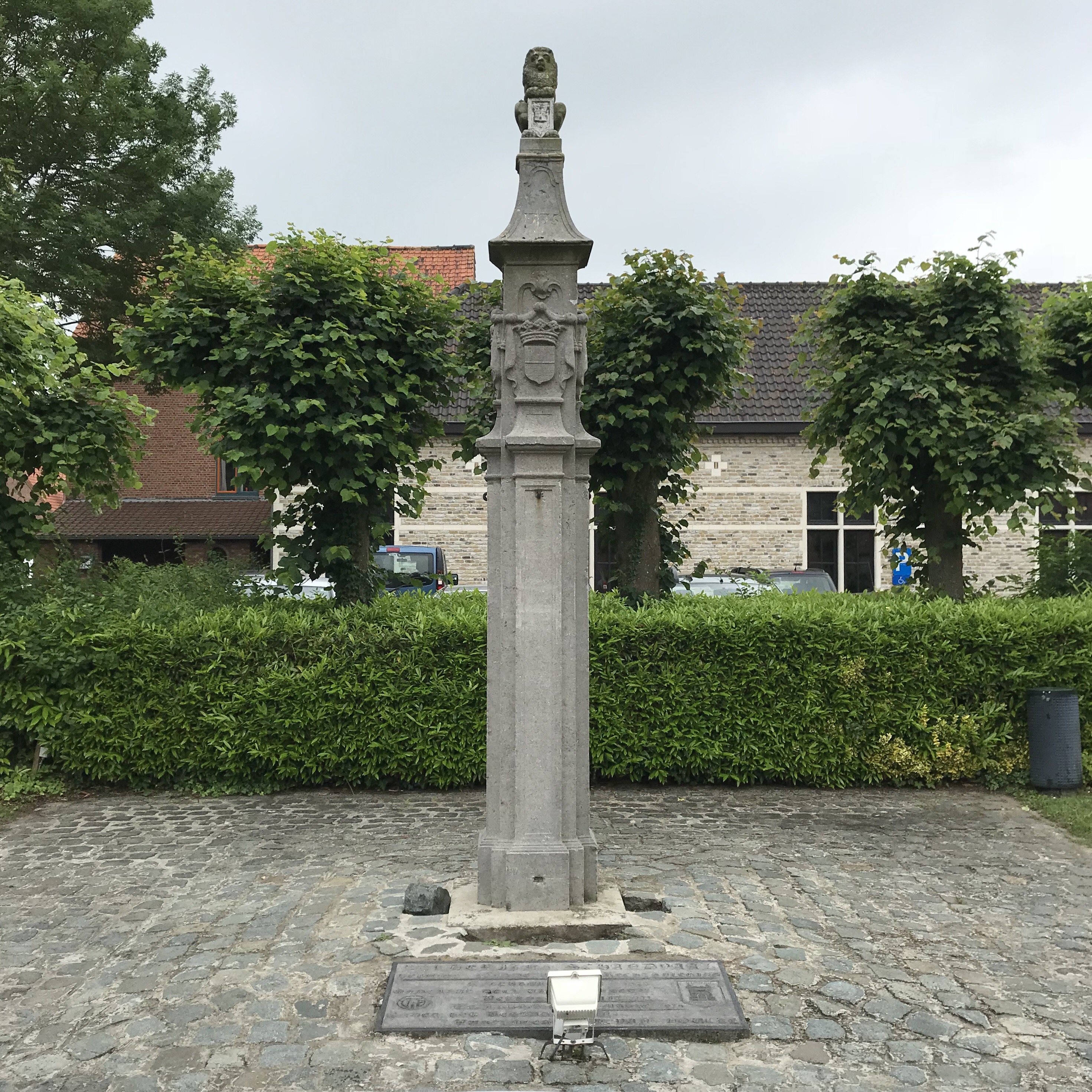
Schandpaal

De schandpaal (of: pelderijn) is een historisch monument in de tot de Oost-Vlaamse gemeente Maldegem behorende plaats Middelburg, gelegen aan de Middelburgse Kerkstraat.

## Geschiedenis
Deze natuurstenen schandpaal werd opgericht in 1775, ter gelegenheid van aanleg van de nieuwe kasseiweg, in opdracht van Elisabeth Vilain van Gent, die Gravin van Middelburg was. Voordien was er mogelijk sprake van een houten paal met hetzelfde doel.
In 1825 werd de schandpaal verwijderd en de brokstukken werden in een tuin gedeponeerd maar in 1888 herontdekt, toen er een nieuwe meisjesschool op die plaats werd gebouwd. De treden van het perron kwamen in de schoolpoort terecht en het bovendeel werd een tuinornament. De leeuw, die boven op de paal zou hebben gestaan, werd niet teruggevonden.
Opnieuw werden de restanten herontdekt, en wel in 1925, maar pas in 1974 werd ze herplaatst op de toenmalige Markt. In 1984-1985 kwam de paal op de huidige plaats terecht en in 1985 werd boven op de paal een replica van de leeuw geplaatst.

## Monument
Het betreft een arduinen paal van 3,8 meter hoogte met aan de vier zijden het wapen van de familie Vilain. De paal wordt bekroond door een afgeknotte piramide met daarop een leeuw. Het leeuwtje, als replica op de paal geplaatst, draagt het wapen van Middelburg.
Voor de schandpaal bevindt zich een gedenksteen van 1974, geplaatst bij de wederoprichting.